# Selbstständige Schule
Selbstständige Schule, auch Selbstverantwortliche Schule oder Eigenverantwortliche Schule, ist die Bezeichnung mehrerer Modellversuche und Bildungsreformen deutscher Bundesländer. Auslöser für diese Modellversuche waren u. a. die schlechten Ergebnisse der ersten PISA-Studie von 2000. Diesen Modellversuchen gemeinsam war die Vision, dass Schulen bessere Bildungsergebnisse generieren, wenn der Einzelschule mehr Selbststeuerung und Eigenverantwortung zugestanden wird. Sie sollte sich zu einer Lernenden Organisation entwickeln und dabei die Kompetenz der Betroffenen und Beteiligten vor Ort zur Weiterentwicklung und Problemlösung nutzen.

## Mecklenburg-Vorpommern
Im Bundesland Mecklenburg-Vorpommern wurden nach einem Modellversuch mit 20 Schulen im Verantwortungsbereich des ehemaligen Landesbildungsministers Henry Tesch (CDU) die Voraussetzungen für die Einführung der Selbstständigen Schule in Mecklenburg-Vorpommern geschaffen. Dabei wurden vier Schwerpunkte zur Schulentwicklung gesetzt: Unterrichtsorganisation und Unterrichtsgestaltung, Gestaltung inner- und außerschulischer Partnerschaften, Mittelbewirtschaftung und Personalmanagement.
Mit der Novellierung des Schulgesetzes des Landes vom 13. Februar 2009 wurden die Ergebnisse für alle Schulen im Bundesland verpflichtend eingeführt. Die selbstständige Entscheidung vor Ort an der Schule wird damit, in bestimmten Bereichen des Schullebens und der Schulorganisation, höher bewertet als die zentrale Steuerung aus dem Bildungsministerium in Schwerin. Dies soll zu mehr Leistung und mehr Effizienz führen.

## Nordrhein-Westfalen
Im Land Nordrhein-Westfalen fand vom 1. August 2002 bis 31. August 2008 an 278 Schulen (später inklusive der Korrespondenzschulen 691 Schulen) in 19 Regionen das Projekt Selbstständige Schule statt. Träger dieses Projekts waren das Ministerium für Schule, Jugend und Kinder des Landes Nordrhein-Westfalen und die Bertelsmann Stiftung. Es wurde während der gesamten Laufzeit wissenschaftlich begleitet. Grundideen für das Projekt wurden von der Bildungskommission NRW formuliert. In dem Vorläuferprojekt Schule & Co. – Stärkung von Schulen im kommunalen Umfeld (1997–2002) wurden in zwei Regionen (Stadt Leverkusen, Kreis Herford) erste Maßnahmen erprobt. Aufgrund der Ergebnisse wurde das Folgeprojekt um die Komponente der regionalen Bildungsentwicklung erweitert: Selbstständige Schule in regionalen Bildungslandschaften.
Für die Teilnahme am Projekt mussten sich Schulträger zusammen mit Schulen formlos bewerben.
Den am Projekt teilnehmenden Schulen wurde mehr Steuerung und Eigenverantwortung in folgenden Bereichen zugestanden:
- Ressourcenbewirtschaftung
- Erweiterung der Dienstvorgesetztenfunktion für die Schulleitung
- Schulscharfe Stellenausschreibungen
- Unterrichtsorganisation und -gestaltung
- Steuerung der Schulentwicklung
- Partizipation an der Steuerung der Schulentwicklung.

Mit der Teilnahme am Projekt wurden die Schulen zur Durchführung folgender Maßnahmen verpflichtet:
- Bildung einer Steuergruppe zur unterrichtszentrierten Schulentwicklung
- Entwicklung einer pädagogischen Teamkultur
- Umsetzung eines Konzepts zur Unterrichtsentwicklung mit den Schwerpunkten:
  - Förderung des selbstständigen Lernens der Schülerinnen und Schüler
  - Entwicklung des Fachunterrichts zu einem Unterricht, „in dem mehr gelernt als gelehrt wird“[7]
  - Evaluation aller Maßnahmen und Rechenschaftslegung gegenüber den Projektverantwortlichen.

Um diese Ziele erreichen zu können, wurden die Projektschulen umfangreich unterstützt durch:
- Fortbildungsprogramme für alle Schulleitungen und Steuergruppenmitglieder
- Fortbildung zur Entwicklung und Durchführung von Evaluationskonzepten und -maßnahmen
- Fortbildungen für die Lehrerratsmitglieder
- Fortbildungen für alle Lehrkräfte zur Unterrichtsentwicklung.

Der Ansatz der regionalen Bildungsentwicklung wurde im Projekt durch die Arbeit der Regionalen Steuergruppen strukturiert. Mit dem Ziel der Verbesserung der Lern- und Lebenschancen aller Kinder und Jugendlichen in einer Region sollten Land und Kommune erstmals gemeinsam die Verantwortung für die Qualität und Vernetzung des Bildungsangebotes übernehmen. Dieser Aspekt wurde durch das Bundesprojekt Lernen vor Ort ab 2008 weitergeführt.

## Rheinland-Pfalz
Ein vergleichbares Projekt ist das
Schulprojekt Selbstverantwortliche Schule in Rheinland-Pfalz.

## Niedersachsen
In Niedersachsen fand etwa 2004 ein Pilotprojekt „Eigenverantwortliche Schulen“ statt. Seither werden alle Schulen als eigenverantwortliche Schulen geführt.

## Baden-Württemberg
In Baden-Württemberg wurde im Rahmen des dreijährigen Projekts „Selbstständige Schule“ bis Anfang 2014, mit der Unterstützung von 29 Schulen aller Schularten, ein bundesweit einsetzbares System – bestehend aus Leitfaden und Qualifizierungsbausteinen – entwickelt, das Schulen auf dem Weg zu mehr Selbstständigkeit unterstützen soll. Dabei geht es sowohl um die Führung der Schule seitens der Schulleitung als auch um eine weitere Entwicklung von innen heraus, bei der alle Beteiligten eingebunden werden. Die Schulen nehmen an jeweils drei Qualifizierungen teil, innerhalb derer praxisnahe Handlungsempfehlungen und Arbeitsmaterialien entwickelt und im Zuge des Projekts an den Schulen erprobt wurden.
Der im Projekt entwickelte und erprobte Leitfaden „Selbstständige Schule“ beinhaltet Themenfelder wie Strategie- und Personalentwicklung, Führungsmethoden, Öffentlichkeitsarbeit, Finanzmanagement, Individuelle Förderung, Berufsorientierung, Qualitätsmanagement sowie Kooperationen mit inner- und außerschulischen Partnern.
„Selbständige Schule“ ist ein gemeinsam initiiertes Projekt von SCHULEWIRTSCHAFT Baden-Württemberg und der MTO Psychologische Forschung und Beratung GmbH.

## Hessen
Das Land Hessen hat im Februar 2012 24 allgemeinbildende Schulen in den Status „Selbstständige Schule“ (SES) erhoben. Diese Schulen erhalten ein sogenanntes „großes Budget“ und können somit beispielsweise Personalmittel eigenständig verwalten.